# Jean Carn
Jean Carn, auch Jean Carne, (* 15. März 1947 als Sarah Jean Perkins in Columbus, Georgia) ist eine US-amerikanische Soul-, R&B- und Jazz-Sängerin, der zwischen 1977 und 1988 insgesamt elf Hits in den amerikanischen R&B-Charts gelangen. Closer Than Close war 1986 ihr einziger Nummer-eins-Erfolg.

## Biografie
Sarah Jean Perkins sang wie viele afroamerikanische Künstler schon früh im Kirchenchor. Sie lernte außerdem mehrere Instrumente spielen. Ihre musikalische Laufbahn begann, nachdem sie 1969 den Jazz-Musiker Doug Carn heiratete und diesen auf mehreren Alben gesanglich wesentlich unterstützte, wobei ihr ein Stimmumfang von fünf Oktaven zugutekam. Diese Alben vom Anfang der 1970er Jahre erlebten später ein Revival im Rahmen des Spiritual Jazz. Das Paar trennte sich 1974 und hat eine gemeinsame Tochter. Die musikalische Zusammenarbeit endete danach, erst ab etwa 2010 tourte sie wieder mit ihm. In den 1970ern sammelte sie parallel dazu anfangs auch Erfahrungen als Backgroundsängerin für Earth, Wind & Fire und Duke Ellington.
Carn arbeitete über die Jahrzehnte sehr eng mit dem Jazz- und R&B-Musiker Norman Connors zusammen. Gemeinsam mit Michael Henderson war sie als Gastsängerin auf Connors' ersten Top-10-Erfolg, Valentine Love (1975), zu hören. Viele weitere Gastauftritte auf Connors' Werken schlossen sich an.
Carn stand ab 1976 einige Jahre beim legendären Philly-Soul-Label Philadelphia unter Vertrag. Hier entstanden vier abwechslungsreiche Alben, die sich alle solide verkauften, ihr aber nicht den erhofften großen Durchbruch verschafften. Eine Handvoll Singles erreichte die R&B-Charts, Free Love war auf Platz 26 am erfolgreichsten. Darüber hinaus erreichten zwei der besagten Alben auch die Jazz- und sogar die Disco-Hitlisten von Billboard.
1980 hatte Carn einen Top-30-Hit mit Al Johnson, I'm Back for More. 1982 wechselte die Sängerin zum nicht minder legendären Motown-Label, landete dort aber ironischerweise einen kleinen Hit mit einer Aufnahme, die im Original von Harold Melvin & The Blue Notes auf Philadelphia erschienen war: If You Don't Know Me by Now. Das dazugehörige Album Trust Me wurde von Norman Connors produziert.
Ihren größten und einzigen Nummer-eins-Erfolg feierte die Sängerin dann 1986, nachdem sie an ihren Nachnamen ein „e“ hinzugefügt hatte: Closer Than Close, ein Grover-Washington-Jr.-Produktion, hielt die Spitze der R&B-Charts immerhin zwei Wochen. Mit Flame of Love (1986) und Ain't No Way (1988) hatte Carne noch zwei weitere Top-30-Erfolge, danach verzeichnete sie keine Hits mehr. Die Zusammenarbeit mit Washington nannte Carn später in einem Interview eine der „wundervollsten Erfahrungen in meinem Leben“.
2005 erschien unter dem Titel Jean Carn & Friends: The Sound of Philadelphia: Live in Europe eine DVD mit Live-Aufnahmen. Carn wurde hierbei von Billy Paul, Bunny Sigler und Dexter Wansel unterstützt. Alle genannten Künstler standen einst auch bei Philadelphia International Records unter Vertrag.
2015 trat die Sängerin im Showprogramm der 46. Internationalen Jazzwoche Burghausen auch in Deutschland auf.
Carn arbeitete im Laufe ihrer Karriere außerdem mit vielen weiteren Jazz-Musikern wie George Duke, Stanley Turrentine, Roy Ayers oder Lonnie Liston Smith zusammen. Hinzu kommen Kollaborationen mit zahllosen R&B- und Funk-Künstlern wie den Temptations, Rick James oder Phyllis Hyman.

## Diskografie

### Alben
| Jahr           | Titel                | Höchstplatzierung, Gesamtwochen, AuszeichnungChartplatzierungen (Jahr, Titel, Platzierungen, Wochen, Auszeichnungen, Anmerkungen) | Höchstplatzierung, Gesamtwochen, AuszeichnungChartplatzierungen (Jahr, Titel, Platzierungen, Wochen, Auszeichnungen, Anmerkungen) | Anmerkungen   |
| Jahr           | Titel                | US | R&B | Anmerkungen   |
| -------------- | -------------------- | --- | --- | ------------- |
| als Jean Carn  |                      | | |               |
|                |                      | | |               |
| 1977           | Jean Carn            | US122 (10 Wo.)US | R&B46 (12 Wo.)R&B | Philadelphia  |
| 1978           | Happy to Be With You | — | R&B55 (2 Wo.)R&B | Philadelphia  |
| 1979           | When I Find You Love | — | R&B42 (19 Wo.)R&B | Philadelphia  |
| 1981           | Sweet And Wonderful  | US176 (3 Wo.)US | R&B38 (17 Wo.)R&B | Philadelphia  |
| 1982           | Trust Me             | — | R&B37 (12 Wo.)R&B | Motown        |
| als Jean Carne |                      | | |               |
|                |                      | | |               |
| 1986           | Closer Than Close    | US162 (6 Wo.)US | R&B9 (20 Wo.)R&B | Omni          |
| 1988           | You’re a Part of Me  | — | R&B40 (13 Wo.)R&B | Omni/Atlantic |

Weitere Alben
- 1976: Higher Ground (mit Doug Carn als Doug & Jean Carn) (Ovation)
- 1995: Carne Sings McCoy (Vammi)
- 1995: Love Lessons (Moja/Expansion)
- 2007: Ladies Night Out (Steppin’ Muzak, wieder als Jean Carn, mit Cherrelle und Shirley Jones)
- 2013: Flashback (Society Hill)
- 2015: Give It up (Society Hill)
- 2022: Jean Carne/Adrian Younge & Ali Shaheed Muhammad Jazz Is Dead 12 (Jazz Is Dead)[4]

### Kompilationen
- 1998: The Best of Jean Carn & The Jones Girls
- 1999: Closer Than Close - The Best of Jean Carne (The Right Stuff/Capitol)
- 2002: Collaborations (Expansion)
- 2018: Jean Carne: Don't Let It Go To Your Head: The Anthology

### Singles
| Jahr           | Titel Album                                         | Höchstplatzierung, Gesamtwochen, AuszeichnungChartplatzierungen (Jahr, Titel, Album, Platzierungen, Wochen, Auszeichnungen, Anmerkungen) | Höchstplatzierung, Gesamtwochen, AuszeichnungChartplatzierungen (Jahr, Titel, Album, Platzierungen, Wochen, Auszeichnungen, Anmerkungen) | Höchstplatzierung, Gesamtwochen, AuszeichnungChartplatzierungen (Jahr, Titel, Album, Platzierungen, Wochen, Auszeichnungen, Anmerkungen) | Anmerkungen |
| Jahr           | Titel Album                                         | UK | US | R&B | Anmerkungen |
| -------------- | --------------------------------------------------- | --- | --- | --- | ----------- |
| als Jean Carn  |                                                     | | | |             |
|                |                                                     | | | |             |
| 1977           | Free Love Jean Carn                                 | — | — | R&B23 (13 Wo.)R&B |             |
| 1978           | Don’t Let It Go to Your Head Happy to Be with You   | — | — | R&B54 (12 Wo.)R&B |             |
| 1979           | My Love Don’t Come Easy When I Find You Love        | — | — | R&B43 (12 Wo.)R&B |             |
| 1981           | Love Don’t Love Nobody (Part 1) Sweet and Wonderful | — | — | R&B35 (12 Wo.)R&B |             |
| 1982           | If You Don’t Know Me by Now Trust Me                | — | — | R&B49 (9 Wo.)R&B |             |
| als Jean Carne |                                                     | | | |             |
|                |                                                     | | | |             |
| 1986           | Closer Than Close                                   | — | — | R&B1 (21 Wo.)R&B |             |
| 1986           | Flame of Love Closer Than Close                     | — | — | R&B21 (12 Wo.)R&B |             |
| 1987           | Everything Must Change Closer Than Close            | — | — | R&B79 (4 Wo.)R&B |             |
| 1988           | Ain’t No Way You’re a Part of Me                    | — | — | R&B23 (13 Wo.)R&B |             |
| 1988           | Let Me Be the One You’re a Part of Me               | UK95 (1 Wo.)UK | — | — |             |

Weitere Singles
- 1971: Peace
- 1977: If You Wanna Go Back
- 1978: Happy to Be with You
- 1978: There’s a Shortage of Good Men
- 1980: Start the Fire
- 1980: Was That All It Was
- 1981: Sweet and Wonderful
- 1988: Heartache
- 1996: Don’t Stop Doin’ Whatcha Doin’
- 1998: Make Love

### Gastbeiträge
| Jahr          | Titel Album                           | Höchstplatzierung, Gesamtwochen, AuszeichnungChartplatzierungen (Jahr, Titel, Album, Platzierungen, Wochen, Auszeichnungen, Anmerkungen) | Höchstplatzierung, Gesamtwochen, AuszeichnungChartplatzierungen (Jahr, Titel, Album, Platzierungen, Wochen, Auszeichnungen, Anmerkungen) | Höchstplatzierung, Gesamtwochen, AuszeichnungChartplatzierungen (Jahr, Titel, Album, Platzierungen, Wochen, Auszeichnungen, Anmerkungen) | Anmerkungen                            |
| Jahr          | Titel Album                           | UK | US | R&B | Anmerkungen                            |
| ------------- | ------------------------------------- | --- | --- | --- | -------------------------------------- |
| als Jean Carn |                                       | | | |                                        |
|               |                                       | | | |                                        |
| 1975          | Valentine Love Saturday Night Special | — | US97 (3 Wo.)US | R&B10 (14 Wo.)R&B | mit Norman Connors & Michael Henderson |
| 1980          | I’m Back for More Back for More       | — | — | R&B26 (15 Wo.)R&B | mit Al Johnson                         |
| 1982          | Let’s Stay Together Blow              | — | — | R&B74 (6 Wo.)R&B | mit Bobby Militello                    |

Weitere Gastbeiträge
- 2002: Somebody Bigger (mit Jeff Majors)

### Videoalben
- 2005: Jean Carn & Friends: The Sound of Philadelphia: Live in Europe
- 2007: Ladies Night Out—Live